# Ramal ferroviario Chacarita-Caballito
El Ramal ferroviario Chacarita-Caballito fue una línea ferroviaria ubicada en Buenos Aires. El ramal de 3,61 kilómetros conectaba la Chacarita, del Ferrocarril Buenos Aires al Pacífico, con la estación Caballito del Ferrocarril Oeste de Buenos Aires. En la década de 1920

## Historia
El 20 de junio de 1895 empezó a correr por la actual traza de la Avenida Doctor Honorio Pueyrredón un ramal ferroviario llamado Nuevo ramal a la Chacarita correspondiente al Ferrocarril Oeste de Buenos Aires, actual Sarmiento, que unía la Estación Caballito con la Estación Triunvirato en el barrio de Chacarita. Durante la intendencia de Carlos Noel la Municipalidad tramitó con el Ferrocarril Oeste el levantamiento de las vías, un reclamo de la Asociación de Fomento General Alvear que buscaba integrar los sectores Este y Oeste de Caballito y proporcionar una vía de acceso rápido al barrio. La empresa accedió y procedió a levantar el ramal en 1926, año en se inauguró la actual arteria vial con el nombre de Avenida Parral. En el acto se descubrió una placa con la inscripción siguiente: 

La empresa del Ferrocarril Oeste tendió los rieles en esta calle para labrar su progreso. Los retiró para no detenerlo.